# Ejido Javier Rojo Gómez
Ejido Javier Rojo Gómez är en ort i Mexiko.   Den ligger i kommunen Tijuana och delstaten Baja California, i den nordvästra delen av landet, 2 300 km nordväst om huvudstaden Mexico City. Ejido Javier Rojo Gómez ligger 218 meter över havet och antalet invånare är 2 408.
Terrängen runt Ejido Javier Rojo Gómez är huvudsakligen kuperad, men åt sydväst är den platt. Terrängen runt Ejido Javier Rojo Gómez sluttar västerut. Runt Ejido Javier Rojo Gómez är det tätbefolkat, med 913 invånare per kvadratkilometer. Närmaste större samhälle är Tijuana, 17,0 km väster om Ejido Javier Rojo Gómez. Omgivningarna runt Ejido Javier Rojo Gómez är i huvudsak ett öppet busklandskap.